# Rzeszutki
Rzeszutki – wieś w Polsce położona w województwie świętokrzyskim, w powiecie buskim, w gminie Gnojno.
| SIMC    | Nazwa           | Rodzaj    |
| ------- | --------------- | --------- |
| 0238552 | Rzeszutki Dolne | część wsi |
| 0238569 | Rzeszutki Górne | część wsi |

W latach 1975–1998 miejscowość administracyjnie należała do województwa kieleckiego.